# 义和拳 (美国)
义和拳（英語：I Wor Kuen，缩写为IWK）是一个1969年在美国纽约唐人街成立的亚裔美国人的马克思主义激进派团体。义和拳借鉴了青年贵族和黑豹党的意识形态，组织了几个社区活动及报刊推动亚裔美国人自决。最初由哥伦比亚大学的学生组成，通过联合纽约唐人街居民以处理社区的医疗改革、反战及儿童照顾等需求而活跃起来。该组织扩展到全国，以在1972年与旧金山红卫兵党创建一个民族机构。

## 历史
该组织1969末于纽约唐人街成立，并以1898年建立起来的义和团命名，后者在1900年掀起的义和团运动。由一群参与Triple A和哥伦比亚的AAPA的学生建立起来，还有其他华人激进分子（Wei 212-3）。成员受其名称以及毛泽东的启发，高度赞成自决及不同层级的社区服务。
在纽约，该组织特别活跃在直接影响到曼哈顿华埠的问题上。他们反对进入社区的观光巴士；与大都会住宅会议、黑豹党、青年贵族、福利权利小组城际协调委员会、社会服务雇员联盟一起参与哥伦比亚大学的“家庭犯罪审判”论坛；托管有关中华人民共和国的免费影片放映；1971年与其他临近的组织组织了第一个华裔健康日以回击中华公所对社群的忽视，并活跃于强化如何避免草案的意识的示威。
在其他公众组织之外，该组织还以全国发行的双语报纸《团结报》（Getting Together）闻名。关注“全世界的民族解放运动但尤其注意中华人民共和国……［以及］唐人街的压迫状况”。通过发行《团结报》之类的出版物，义和拳相信他们将能够向国内的其他地区分享他们有关抗议的特别观察和故事。
最终义和拳在国内向湾区扩展，加入红卫兵党的力量（位于旧金山的类似组织）。该组织还常常为中华公所之类的华裔及亚裔美国人社区所反对，他们指责义和拳的革命活动在华人街是动乱（Wei 215）。他们还在利用华人进步协会作为公开招募的方式时被FBI监视。
1978年义和拳和芝加哥马列主义组织八月二十九日运动一起解散，并建立新组织革命斗争联盟。